# Baronia de Bestracà
la baronia de Bestracà és una jurisdicció feudal, centrada en el castell de Bestracà (Camprodon), la baronia fou concedida per Pere III vers el 1365 al seu conseller Pere Blau, senyor d'Oltrera.
El lloc és documentat el 977. A partir de l'any 1000 apareix Bernat de Bestracà que pot ésser uns dels primers castlans. Se l'esmenta en una sentència del «Liber feudorum maior». Bernat de Bestracà (1010) va prendre part en una expedició de catalans a Còrdova, juntament amb el comte Bernat Tallaferro (comte de Besalú i de Ripoll).
A partir del segle xii es pot establir ja una llista dels senyors de Bestracà. L'any 1117, Ramon Arnau de Bestracà, testimoni en una donació feta pel comte de Barcelona. Un altre Bernat de Bestracà («Bernardus de Bestracano»), pare de Gilabert i Bernat, apareix en documents datats l'any 1138 i 1175, fent donació d'un mas que tenia a les terres de Palera, al monestir de Santa Maria de Besalú. Gilabert substituí el seu pare el 1175 i aquest fou substituït, del 1184 al 1237, per la seva filla Alamanda, que es casà amb Arnau de Sales. El castell de Bestracà, juntament amb el de Rives l'heretà la filla tercera d'Alamanda, Agnès, casada amb Arnau de Cartellà. De 1248 a 1261 fou senyor de Bestracà Bernat Vidal, marit d'una filla o neta d'Agnès. A partir d'aquest moment i fins al 1365 hi ha poques notícies.
Gerarda de Bestracà es va casar o va deixar en donació o testament a la noble família rossellonesa de Blau la seva baronia de Bestracà. La propietat de la família Blau consta en el fogatjament dels anys 1365-1370. Pere Blau fou conseller del rei Pere el Cerimoniós i procurador de l'infant Joan. Els Blau, més interessats a participar en expedicions dels catalans a la Mediterrània que en establir-se en terra ferma, vengueren el castell i les seves possessions a la família Barutell (abans de 1415), senyors que van fer llargues estades al castell fins al seu definitiu trasllat a la nova casa forta que feren bastir prop del poble d'Oix.
Dels Barutell, senyors d'Oix, la baronia passà als Dusai, marquesos de Monistrol d'Anoia, i als Escrivà de Romaní, barons de Beniparrell.